# Parlamentswahl in San Marino 1955
- PCS: 19
- PSS: 16
- PSDS: 2
- PDCS: 23

Die Parlamentswahl in San Marino 1955 fand am 14. August 1955 statt.

## Ergebnisse
| Partei                                            | Anzahl der Stimmen | %      | Mandate |
| ------------------------------------------------- | ------------------ | ------ | ------- |
| Partito Democratico Cristiano Sammarinese (PDCS)  | 2.006              | 38,2 % | 23      |
| Partito Comunista Sammarinese (PCS)               | 1.656              | 31,6 % | 19      |
| Partito Socialista Sammarinese (PSS)              | 1.338              | 25,5 % | 16      |
| Partito Socialista Democratico Sammarinese (PSDS) | 245                | 4,7 %  | 2       |